# Twierdzenie o małym wzmocnieniu
Twierdzenie o małym wzmocnieniu (ang. small-gain theorem) – podaje warunek konieczny stabilności ze skończonym wzmocnieniem {\displaystyle {\mathcal {L}}} dla układów połączonych w pętli sprzężenia zwrotnego.
W teorii układów nieliniowych formalny opis stabilności z wykorzystaniem wejścia-wyjścia (czyli taki opis, który pozwala na analizę stabilności danego systemu bez znajomości wewnętrznego stanu układu {\displaystyle x,} ang. input-output stability) jest ważnym narzędziem przy badaniu układów połączonych, ponieważ wzmocnienie układu bezpośrednio związane jest z tym jak norma sygnału wzrasta lub maleje, gdy sygnał ten przechodzi przez układ.

## Sformułowanie twierdzenia
Niech dane będą dwa układy {\displaystyle S_{1}} i {\displaystyle S_{2}} połączone w pętli sprzężenia zwrotnego, wówczas układ jest stabilny w sensie wejścia-wyjścia, jeśli {\displaystyle \|S_{1}\|\cdot \|S_{2}\|<1.}
Norma może być normą z nieskończonością (zob. H-nieskończoność) to znaczy, rozmiarem największej wartości osobliwej transmitancji po wszystkich częstotliwościach. Także każda wyprowadzona norma daje takie same wyniki. Dowód tego twierdzenia podał George Zames w 1966 roku. Twierdzenie to można traktować jako uogólnienie kryterium Nyquista dla wielowymiarowych, stacjonarnych układów nieliniowych.